# تشارلي كوفمان
تشارلي كوفمان (بالإنجليزية: Charlie Kaufman) (مواليد 19 نوفمبر 1958) هو كاتب سيناريو ومنتج ومخرج أفلام أمريكي. اختارته مجلة تايم الأمريكية في عام 2004 من ضمن أكثر 100 شخصية تأثيرا في العالم. من أشهر أعماله أفلام إشراقة أبدية للعقل الطاهر الذي ترشح من خلاله للأوسكار لأفضل سيناريو أصلي، وأن تكون جون مالكوفيتش وهو أول فيلم بدأ به مسيرته الفنية،، وسينكدوكي، نيويورك، وأنوماليسا.

## بدايته
كتب تشارلي المسرحيات منذ أن كان طالبا، ودرس السينما في جامعة نيويورك، بدأت مسيرته بكتبة النصوص في هوليوود في عام 1990، عبر الكتابة في مسلسل الكوميديا Get a Life، وأتبعه بثلاث مسلسلات ثم كتب فيلمه أن تكون جون مالكوفيتش.

## روابط خارجية
- تشارلي كوفمان على موقع IMDb (الإنجليزية)
- تشارلي كوفمان على موقع الموسوعة البريطانية (الإنجليزية)
- تشارلي كوفمان على موقع روتن توميتوز (الإنجليزية)
- تشارلي كوفمان على موقع مونزينجر (الألمانية)
- تشارلي كوفمان على موقع ألو سيني (الفرنسية)
- تشارلي كوفمان على موقع ميوزك برينز (الإنجليزية)
- تشارلي كوفمان على موقع أول موفي (الإنجليزية)
- تشارلي كوفمان على موقع بوكس أوفيس موجو (الإنجليزية)
- تشارلي كوفمان على موقع قاعدة بيانات الأفلام السويدية (السويدية)
- تشارلي كوفمان على موقع إن إن دي بي (الإنجليزية)